# St-Sacrement (Lyon)

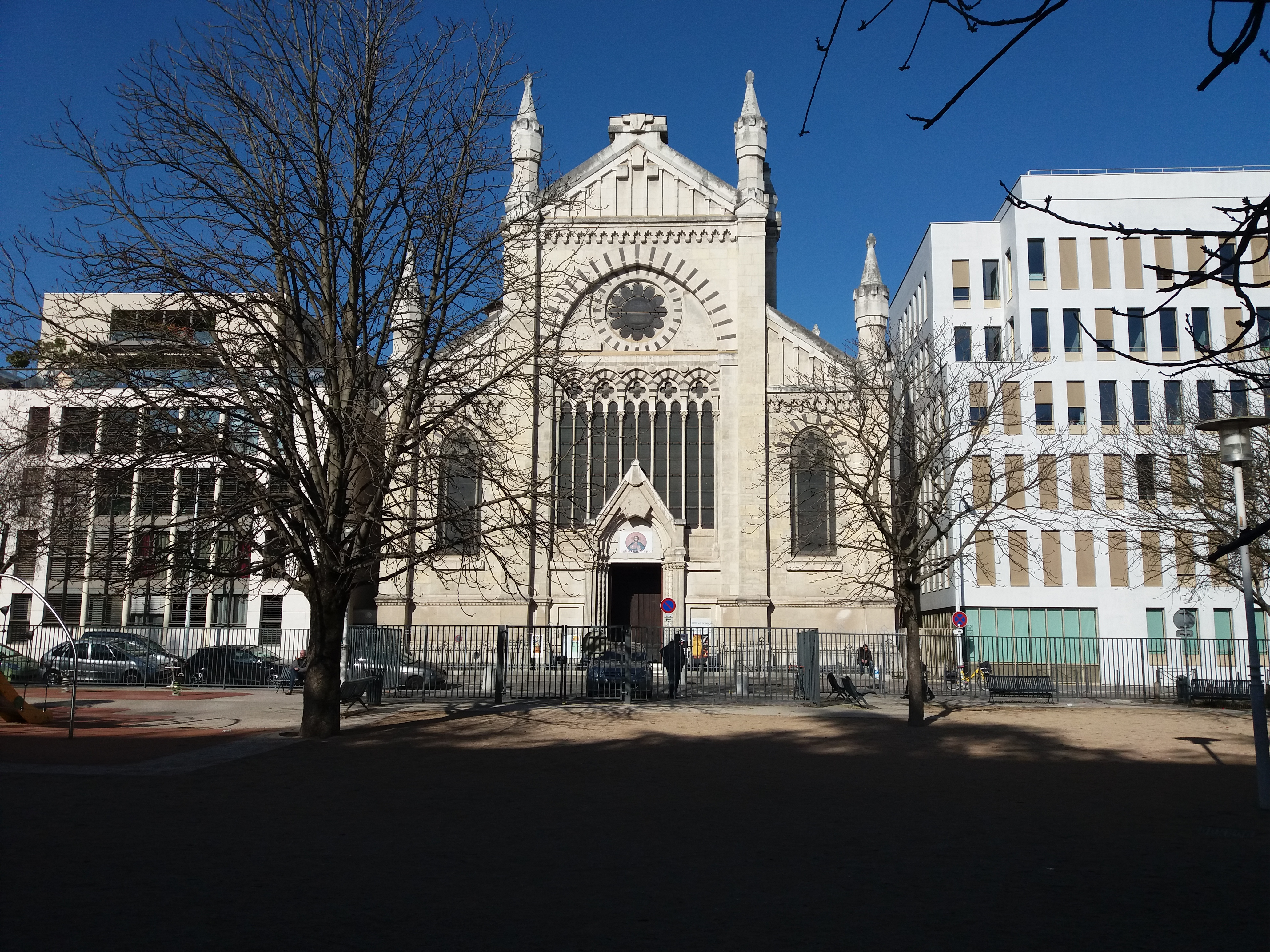
St-Sacrement (Lyon)

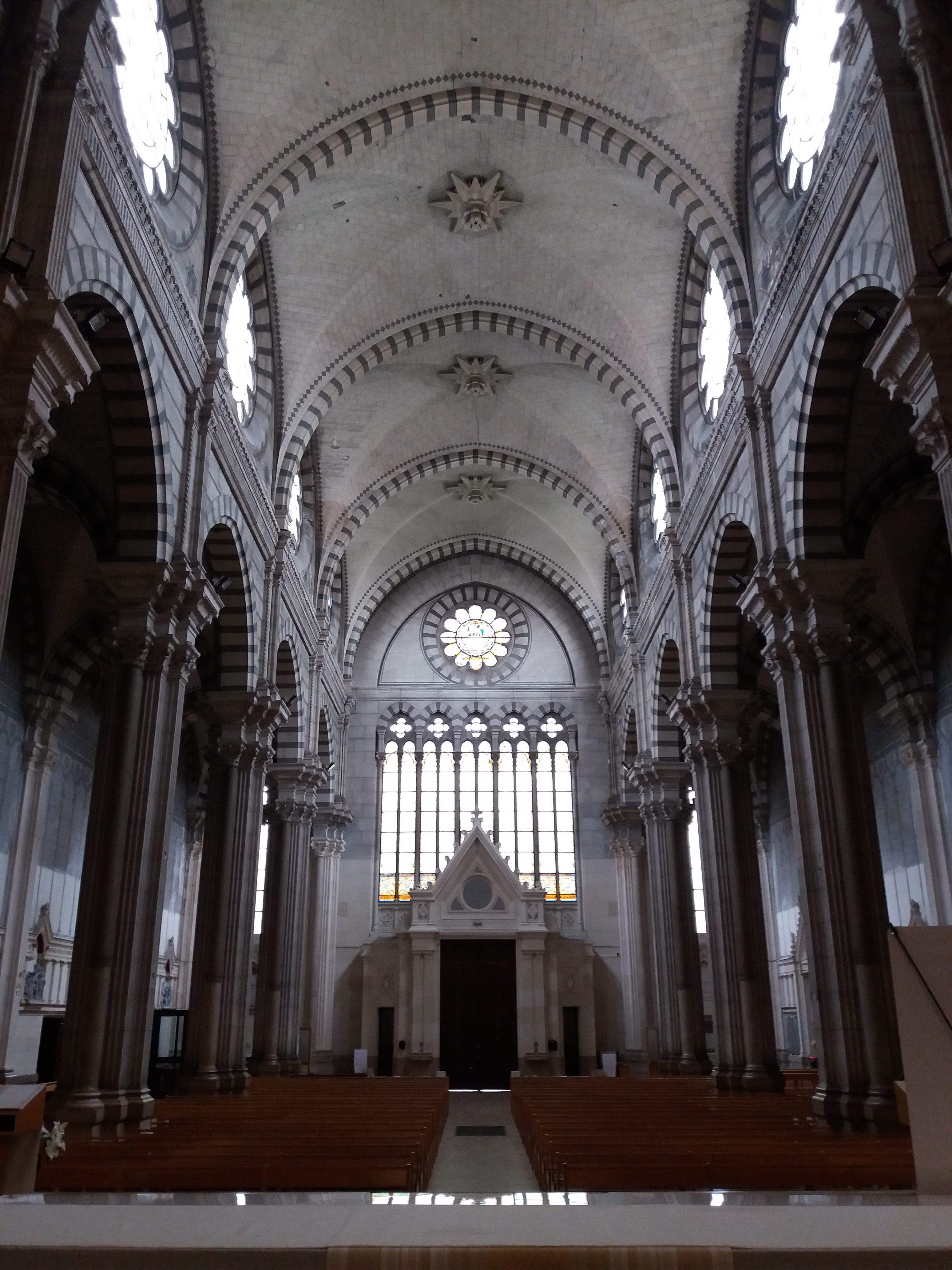
St-Sacrement (Lyon)

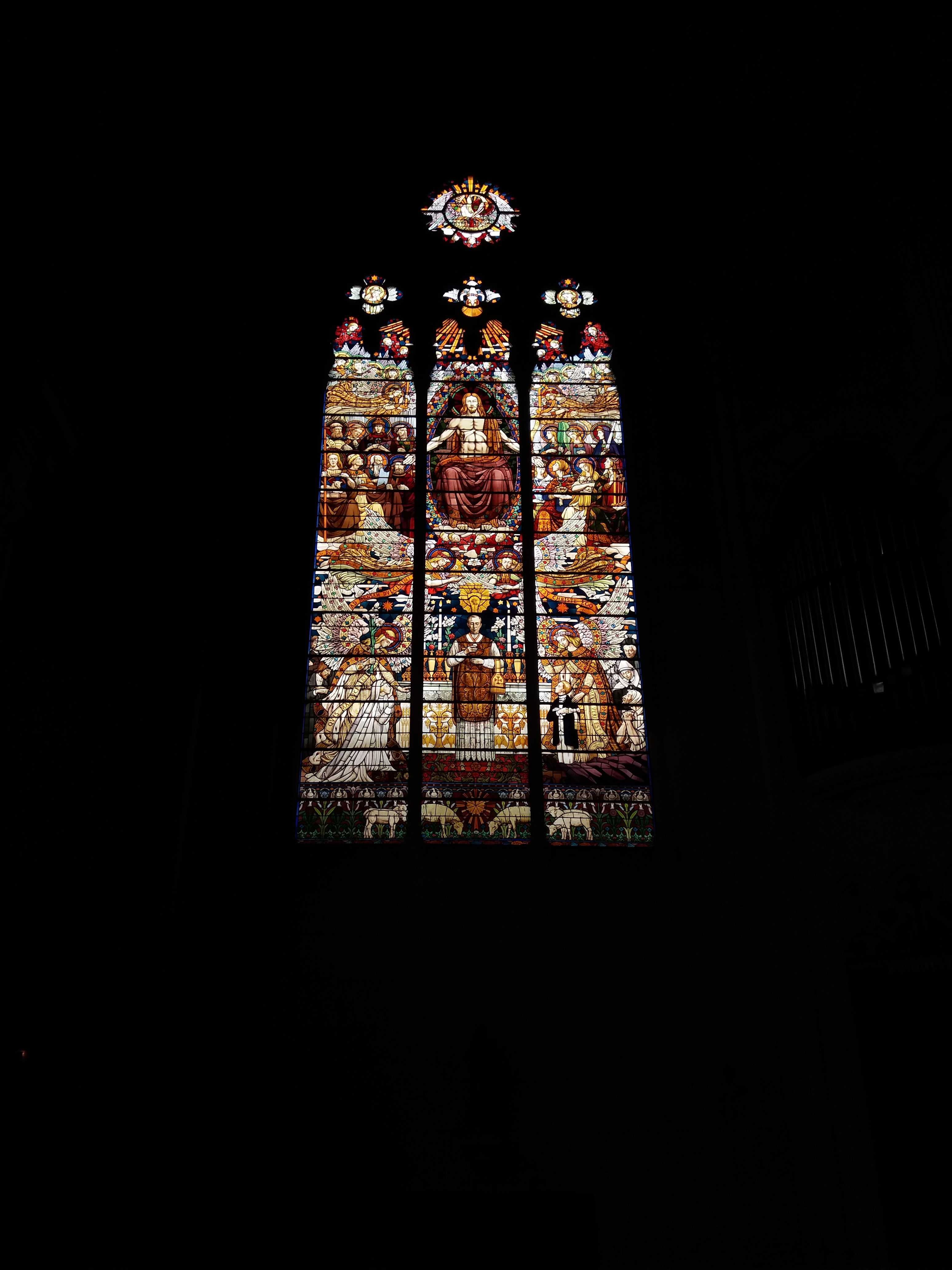
St-Sacrement (Lyon)

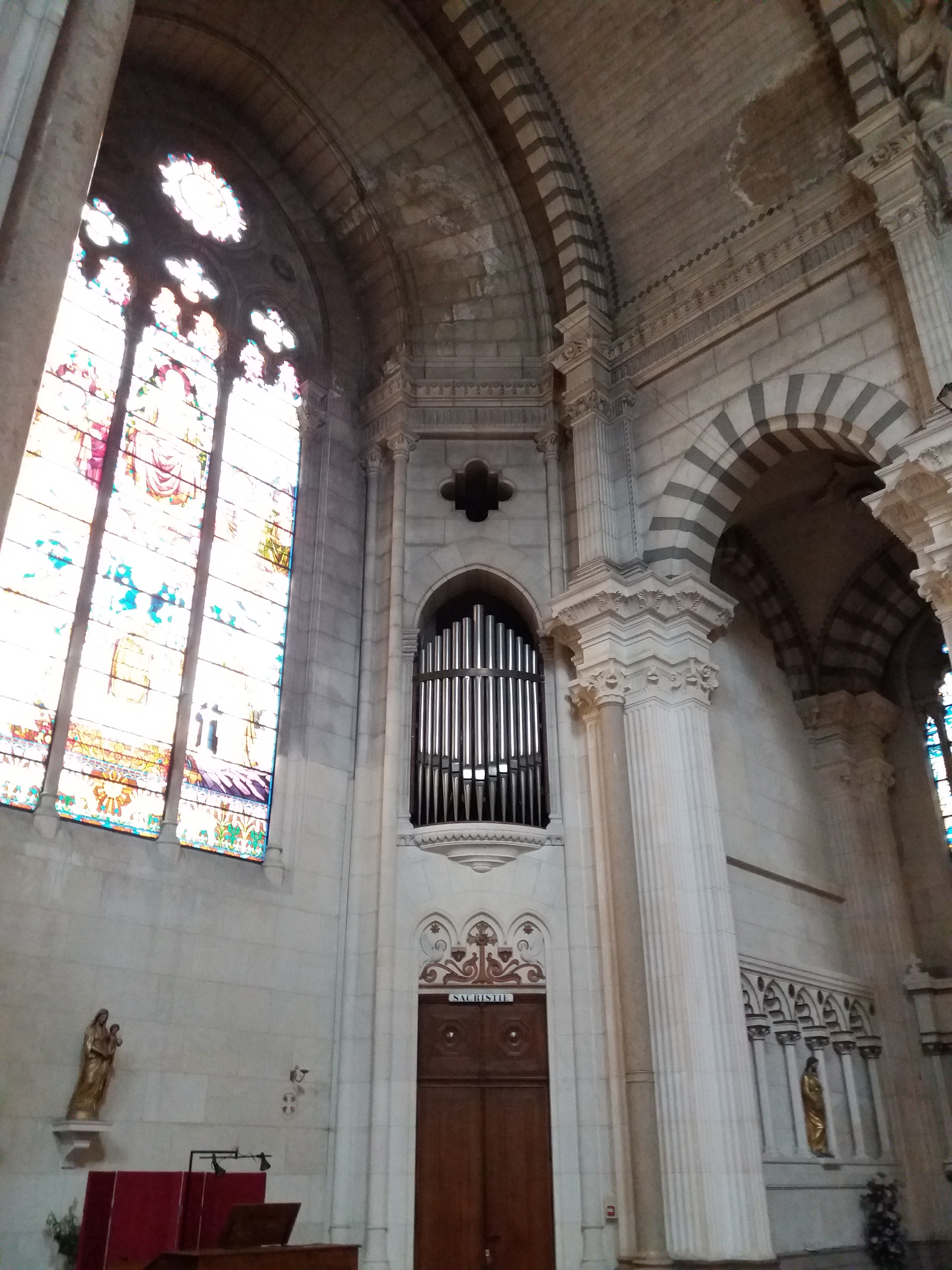
Orgel in der Nische

Die Kirche St-Sacrement (auch: Très-Saint-Sacrement) ist eine römisch-katholische Kirche im 3. Arrondissement von Lyon.

## Lage und Patrozinium
Die Kirche liegt in der Rue Etienne Dolet unweit der Rue Garibaldi.  Sie ist zu Ehren der heiligen Eucharistie geweiht.

## Geschichte
Nach Gründung der Pfarrei Saint-Sacrement 1875 wurde die monumentale dreischiffige Kirche 1899 bis 1905 (endgültig fertiggestellt 1920) von dem Architekten Louis Sainte-Marie Perrin (1835–1917) erbaut und am 2. April 1905 von Lyons Erzbischof, Kardinal Pierre-Hector Coullié geweiht. Ihre Grundfläche beträgt 1150 Quadratmeter und innen ist sie 20 Meter hoch. Stilistisch bietet sie eine Mischung aus Neugotik und Neobyzantinistik. Zum Bau eines Kirchturms kam es nicht.

## Ausstattung
Prunkstück der Kirche sind die fünf hohen Fenster plus Rosette, die von Georges Décôte (1870–1951) gezeichnet, von dem Glasmaler Émile Ader angefertigt und zwischen 1908 und 1911 eingesetzt wurden. Sie haben die Eucharistie zum Thema (drei Fenster), ferner die Heilige Familie und die Aufnahme Mariens in den Himmel sowie in der Rosette das siegreiche Lamm Gottes. 
Die Orgel, in einer Nische über der Tür zur Sakristei untergebracht, wurde 1913 von der Manufaktur Michel Merklin & Kuhn gebaut und 1938 überholt sowie 1960 und 1974 von René Micolle restauriert. Am 8. März 1914 wurde sie in Anwesenheit des Erzbischofs von Lyon, Kardinal Hector-Irénée Sévin feierlich eingeweiht. Sie verfügt über 22 Register auf zwei Manualen und Pedal. Der Orgelprospekt besteht lediglich aus 13 symmetrisch angeordneten Orgelpfeifen, ein Orgelgehäuse gibt es nicht.

## Nachweise
1. ↑  Inventaire national des orgues: Église du-Saint-Sacrement

Koordinaten: 45° 45′ 28,4″ N, 4° 51′ 5,7″ O